# Abbaye Notre-Dame de Kerlot
L'abbaye Notre-Dame de Kerlot fondée au XVIIe siècle fut l'unique abbaye de femme d'observance cistercienne du diocèse de Cornouaille.

## Fondation
La fondation est l'œuvre d'un riche gentilhomme breton Pierre de Gégado  ou de Jégado et de sa sœur Élisabeth, religieuse cistercienne à l'abbaye Notre-dame de la Joie d'Hennebont. Pierre de Gégado ayant décidé de donner sa fortune aux bonnes œuvres, sa sœur lui suggère de fonder sur ses terres une abbaye cistercienne de femmes. L'acte de fondation est régularisé devant notaire à Hennebont le 26 mars 1652. Une clause prévoit qu'Élisabeth sera la première abbesse et qu'elle aura la faculté de son vivant de choisir une coadjutrice destinée à lui succéder à sa mort. L'abbé de Cîteaux accepte cette condition et la fondation est confirmée avec l'accord de l'évêque de Cornouaille le 10 juin 1653. Le lieu choisi pour implanter la fondation est l'un des manoirs de Pierre de Gégado, celui de Kerlot situé dans les environs de Quimper. Élisabeth de Gégado en prend possession le 22 juillet 1654 et entreprend la construction de l'église abbatiale.

## Procédures
L'abbesse Élisabeth de Gégado décède le 21 décembre 1657 à l'abbaye de la Joie où elle résidait dans l’attente de l'aménagement de son abbaye. Les membres de sa famille, issus de ses quatre sœurs mariées dans la noblesse locale et liguées avec son ex-épouse, menés par son neveu le vicomte de Pontlo, font pression sur Pierre de Gégado afin qu'il annule sa donation. Iil refuse mais autorise son neveu à habiter à Kerlot. Ce dernier saisit les biens et fait démolir les constructions en cours y compris l’église qui était en voie d’achèvement. Le vicaire général de Cîteaux tente en vain de prendre possession des lieux bien qu'une sentence ait été rendu en sa faveur. La mort du donateur en février 1658 ravive l'appétit des héritiers qui intentent une action devant le Parlement de Bretagne pour faire annuler la donation, et obtiennent gain de cause. Le vicaire général de Cîteaux fait casser la décision et obtient un brevet d’abbesse de la reine-mère en faveur de Madame Anne Le Coigneux. Le vicomte de Pontlo capitule seulement le 2 décembre 1662 après l'intervention des forces du gouverneur de Quimper qui comprennent 100 hommes d'armes et deux canons ! L'abbesse prend possession de Kerlot dévasté par les sœurs et neveux du fondateur. De Pontlo et ses hommes se vengent et se livrent aux brigandage autour de l'abbaye, recueillant pour eux les fermages. En 1666 le neveu du fondateur s'oppose encore à la bénédiction de l'abbesse qui résidait alternativement à Quimper ou à Hennebont voire à Rennes ou Paris lors des procédures. Ddécouragée elle décide en 1667 de transférer l'abbaye à Quimper où elle fait l'acquisition du manoir de l'Isle dans la paroisse Saint-Mathieu.

## L'abbaye urbaine
La vie religieuse à Quimper peut enfin se dérouler normalement mais, pour les domaines extérieurs même après la mort de Pontlo en 1670, les difficultés et les conflits s’accumulent. Son frère Guillaume poursuit le combat et retient de force les revenus de l'abbaye. De plus, les recteurs de Plomelin et le baron du Pont exigent des taxes sur ses possessions. En fait, peu soutenue par la noblesse locale et la bourgeoisie de Quimper, l'abbaye ne peut survivre que grâce à l'obstination de l’abbesse Anne Le Coigneux (morte en 1693) et sous la protection de l’armée royale et le soutien de l'évêque René du Louët. La communauté de religieuses se maintient entre 10 et 20 sœurs de chœur et 5/6 convers. La dernière profession se fait en 1777. Lors de la Révolution française, la communauté compte encore 12 religieuses de chœur et 5 convers d'une moyenne d'âge de 52 ans.

## La fin de l'abbaye
Les sœurs sont expulsées le 24 février 1792. Les biens fonciers qui proviennent en totalité de la donation d'origine  sont vendus en bien national. Un an après le départ des religieuses, l'ancienne abbaye sert de prison à des prêtres détenus à Brest et reconnus inaptes à la déportation. 53 d'entre eux y sont enfermés en février 1793 et ils sont rapidement 87 début novembre lors de leur transfert à Landerneau. Un projet d'établissement d'une séminaire à Kerlot en 1815 n’aboutit pas. En 1830, on y installe le palais de justice. Au début du Second Empire, on envisage d'y créer le musée qui est finalement établi près de la cathédrale de Quimper. De 1862 à 1966, le corps de logis et l’église sont utilisés comme ateliers de construction de machines agricoles puis on décide de raser les pans de murs de l'église et les vestiges de l'abbaye disparaissent en 1972.

## Liste des abbesses
Sept abbesses issues de la noblesse bretonne furent à la tête de l'abbaye :
- 1652-1657 : Élisabeth de Gégado
- 1658-1693 : Anne Le Coigneux
- 1693-1714 : Élisabeth Sachot
- 1715-1738 : Marie-Anne de Goesbriant
- 1738-1759 : Renée  Rogier de Crévy
- 1759-1787 : Marie-Françoise Gabrielle de Quélen de Kerohant
- 1787-1792 : Marie Céleste de Kergu

## Source
- Les Abbayes Bretonnes, ouvrage collectif publié par la Biennale des Abbayes Bretonnes B.A.B & Fayard  (ISBN 9782213013138) Chanoine Le Floch « Notre-Dame de Kerlot », p. 505-511